# Reformismus
Reformismus byl politický směr v dělnickém hnutí, který vznikl v poslední čtvrtině 19. století. Odmítal nutnost třídního boje, socialistické revoluce, hlásal spolupráci tříd a tvrdil, že pomocí reforem lze změnit kapitalismus na společnost všeobecného blahobytu.
Reformismus byl úzce spjat s revisionismem.

### Reformní teoretici a politici
- Kemal Atatürk
- Eduard Bernstein
- Antonio Gramsci
- Karl Kautsky

### Reformní společnosti
- Fabiánská společnost

### Jiné odkazy
- Kemalismus
- Neosocialismus
- Marxistický revizionismus